# 湯普森河

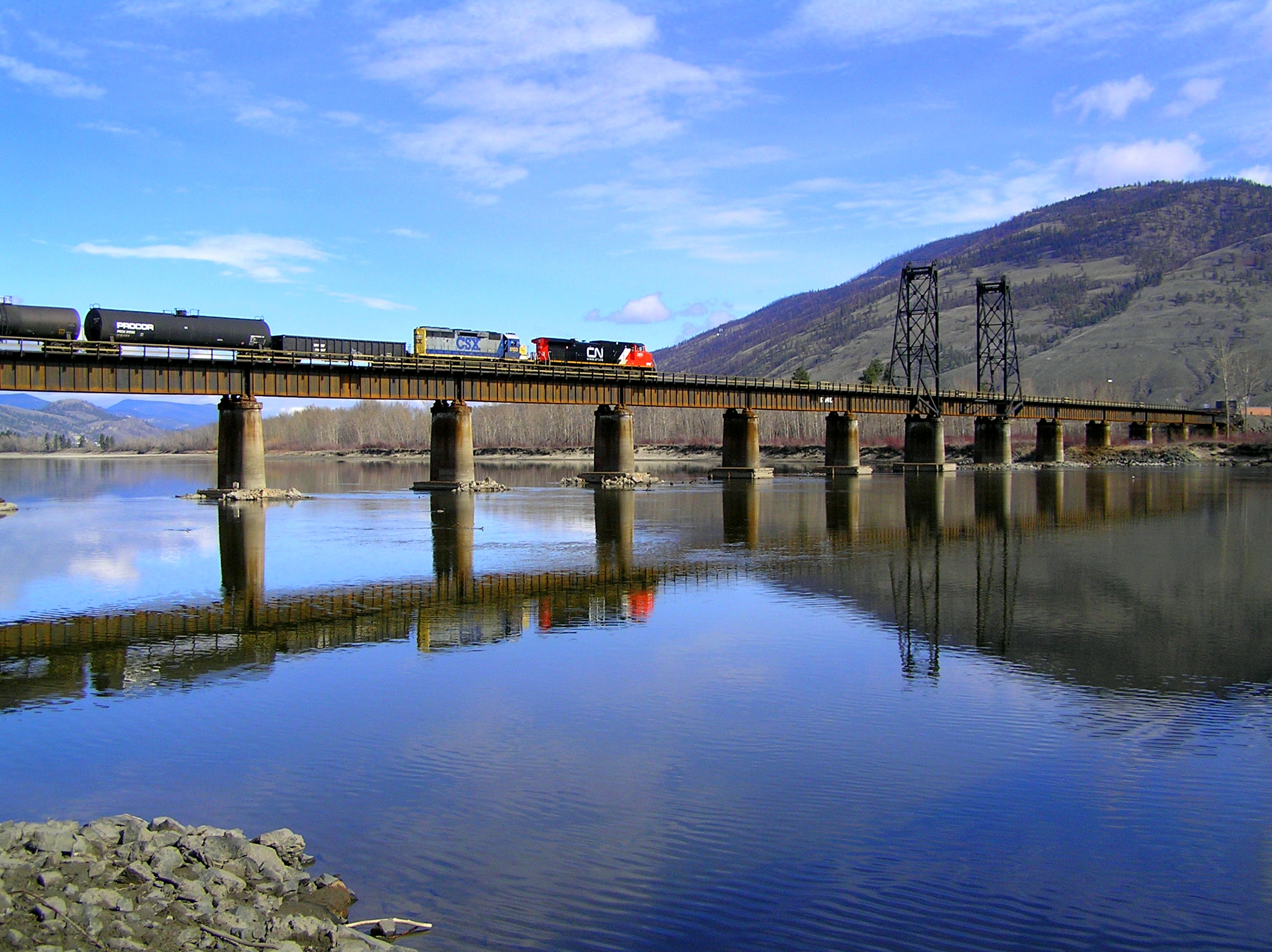

湯普森河（英語：Thompson River）是加拿大的河流，位於卑詩省中南部，是弗雷澤河的支流，河道全長489公里，流域面積56,000平方公里，平均流量每秒773立方米。
50°40′49″N 120°20′36″W / 50.6803°N 120.3433°W